# Betta chini
Betta chini là một loài cá thuộc họ Osphronemidae. Đây là loài đặc hữu của Malaysia. Chúng thường có chiều dài khoảng 5,1 xentimét (2,0 in), một số có thể đạt đến 5,6 xentimét (2,2 in).

## Môi trường sống
Loài này được thu thập từ các vùng nước nông (độ sâu <50 cm) trong các đầm lầy than bùnở Beaufort, Sabah. Nó cũng đã được ghi nhận gần đây trong môi trường sống trên đồi ở Babagon.

## Đe dọa
Việc chuyển đổi quy mô lớn rừng đầm lầy than bùn sang rừng trồng quy mô công nghiệp và rừng độc canh là mối đe dọa đối với loài này. Có một số điều không chắc chắn về sức khỏe hiện tại của dân số trong môi trường sống bị suy thoái này. Loài này cũng bị đe dọa bởi lửa ở khu vực Beaufort, vì loài này trước đây đã phá hủy môi trường sống của chúng.